# Notholebias
Notholebias es un género de peces de agua dulce de la familia rivúlidos en el orden de los ciprinodontiformes. Sus especies son endémicas de América del Sur. Fue descrito originalmente por el ictiólogo Wilson José Eduardo Moreira da Costa en el año 2008.

## Distribución y hábitat
Las 3 especies que lo componen se distribuyen en cuencas fluviales de la costa atlántica del sudeste del Brasil. Viven en ríos y arroyos de la sabana boscosa y en estanques y pantanos de la selva.

## Especies
Se conocen cuatro especies válidas en este género:
- Notholebias cruzi (Costa, 1988)
- Notholebias fractifasciatus (Costa, 1988)
- Notholebias minimus (Myers, 1942)
- Notholebias vermiculatus Costa y Amorim, 2013